# Митьковщина (Мстиславский район)
Митьковщина (бел. Міцькаўшчына) — деревня в Мстиславском районе Могилёвской области Белоруссии. Входит в состав Красногорского сельсовета.

## География
Деревня находится в северо-восточной части Могилёвской области, в пределах Оршанско-Могилёвской равнины, вблизи государственной границы с Российской Федерацией, на правом берегу реки Молотовни, на расстоянии примерно 9 километров (по прямой) к юго-востоку от Мстиславля, административного центра района. Абсолютная высота — 151 метр над уровнем моря. К западу от населённого пункта проходит республиканская автодорога Р15.

## История
Согласно «Списку населенных мест Могилёвской губернии» 1910 года издания населённый пункт входил в состав Зятицкого сельского общества Казимирово-Слободской волости Мстиславского уезда Могилёвской губернии. В деревне имелось 43 двора и проживало 323 человека (156 мужчин и 167 женщин).

## Население
По данным переписи 2009 года, в деревне проживало 13 человек.